# (5611) 1943 DL
(5611) 1943 DL là một tiểu hành tinh vành đai chính. Nó được phát hiện bởi Liisi Oterma ở Đại học Turku ở Turku, Phần Lan, ngày 26 tháng 2 năm 1943.